# Castelo de Donegal

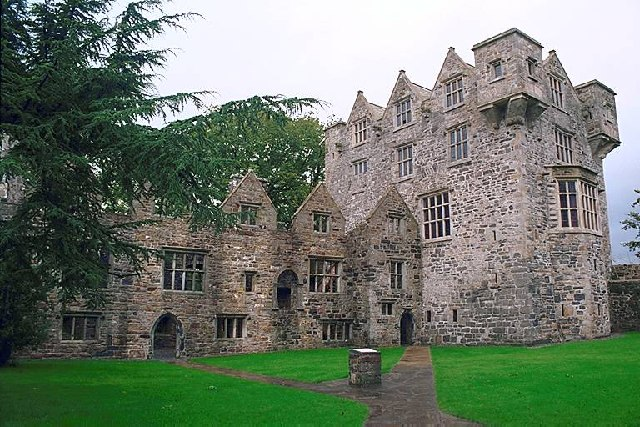
Castelo de Donegal mostrando fortaleza, à direita, e ala jacobina

Castelo de Donegal (em irlandês:  Caisleán Dhún na nGall) é um castelo situado no centro da cidade de Donegal, no condado de Donegal, no Ulster, na Irlanda. Durante a maior parte dos últimos dois séculos, a maioria dos edifícios ficou em ruínas, mas o castelo foi quase totalmente restaurado no início dos anos 1990.
O castelo consiste em uma torre de menagem retangular do século XV com uma ala posterior de estilo jacobino. O complexo está situado em uma curva do rio Eske, perto da foz da Baía de Donegal, e é cercado por uma parede limite do século XVII. Há uma pequena portaria em sua entrada refletindo o desenho da fortaleza. A maior parte da alvenaria foi construída com calcário de origem local com um pouco de arenito. O castelo foi a fortaleza do clã O'Donnell, Senhores de Tír Conaill e uma das famílias gaélicas mais poderosas da Irlanda do século V ao século XVI.

## História

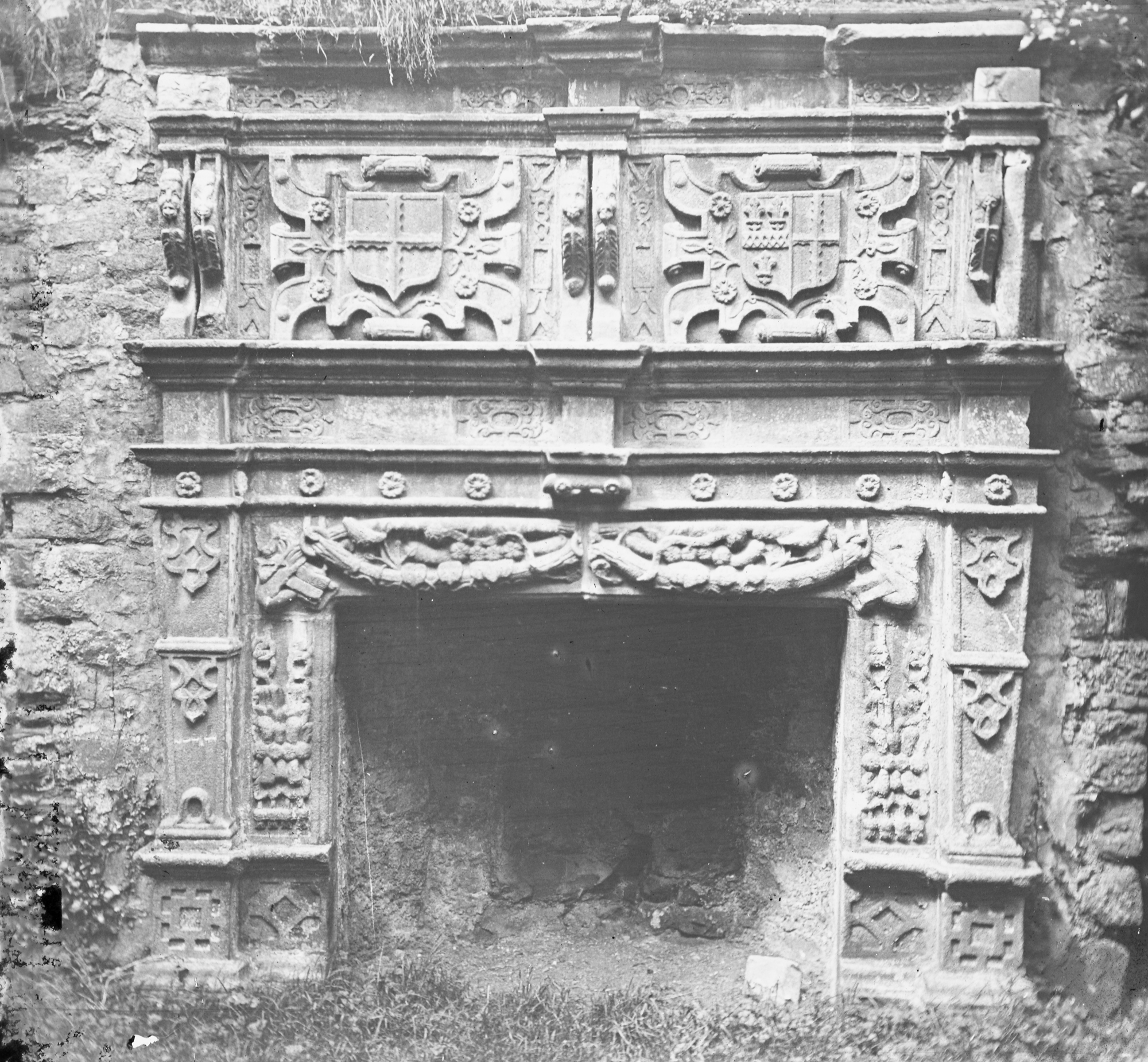
Lareira Brooke no Grande Salão do Castelo de Donegal, 1895

Donegal (em irlandês:  Dún na nGall ), traduz-se como Forte do Estrangeiro, possivelmente vindo de uma fortaleza viking na área destruída em 1159. No entanto, devido a centenas de anos de desenvolvimento, nenhuma evidência arqueológica dessa antiga fortaleza foi encontrada. Red Hugh O'Donnell (Red Hugh I), rico chefe do clã O'Donnell, construiu o castelo em 1474. Ao mesmo tempo, ele e sua esposa Nuala construíram um mosteiro franciscano rio abaixo. Uma lenda local fala de um túnel conectando os dois, mas nenhuma evidência para isso foi encontrada. O castelo era considerado um dos melhores castelos gaélicos da Irlanda. Isso foi indicado por um relatório do vice-rei inglês visitante, o Lorde Deputado da Irlanda, Sir Henry Sidney, em 1566, em uma carta a William Cecil (criou o Primeiro Barão Burghley em 1571), o Lorde Alto Tesoureiro, descrevendo-o como " a maior e mais forte fortaleza de toda a Irlanda ", acrescentando: 
 "é o maior que já vi nas mãos de um irlandês: e parece estar em boas condições; um dos mais bonitos, situado em bom solo e, portanto, perto de uma água portátil, um barco de dez toneladas poderia chegar a dez metros de distância" 
 Em 1607, após a guerra dos Nove Anos, os líderes do clã O'Donnell deixaram a Irlanda na Fuga dos Condes. Em 1611, durante a plantação de Ulster, o castelo e suas terras foram concedidos a um capitão inglês, Basil Brooke. A torre foi severamente danificada pela partida dos O'Donnells para evitar que o castelo fosse usado contra os clãs gaélicos, mas foi rapidamente restaurada por seus novos proprietários. Brooke também acrescentou janelas, uma empena e uma grande ala de casa senhorial à torre de menagem, tudo no estilo jacobino.
A família Brooke foi proprietária do castelo até a década de 1670, quando se mudaram para perto de Lisnaskea, no condado de Fermanagh. Naquela época, na década de 1670, os Brookes venderam o castelo para a dinastia Gore, que mais tarde se tornou Conde de Arran no Pariato da Irlanda. O castelo caiu em um estado de ruínas sob os Gores no início do século XVIII. Em 1898, o então proprietário, o 5º Conde de Arran, colocou o castelo sob os cuidados do Escritório de Obras Públicas.

## Restauração

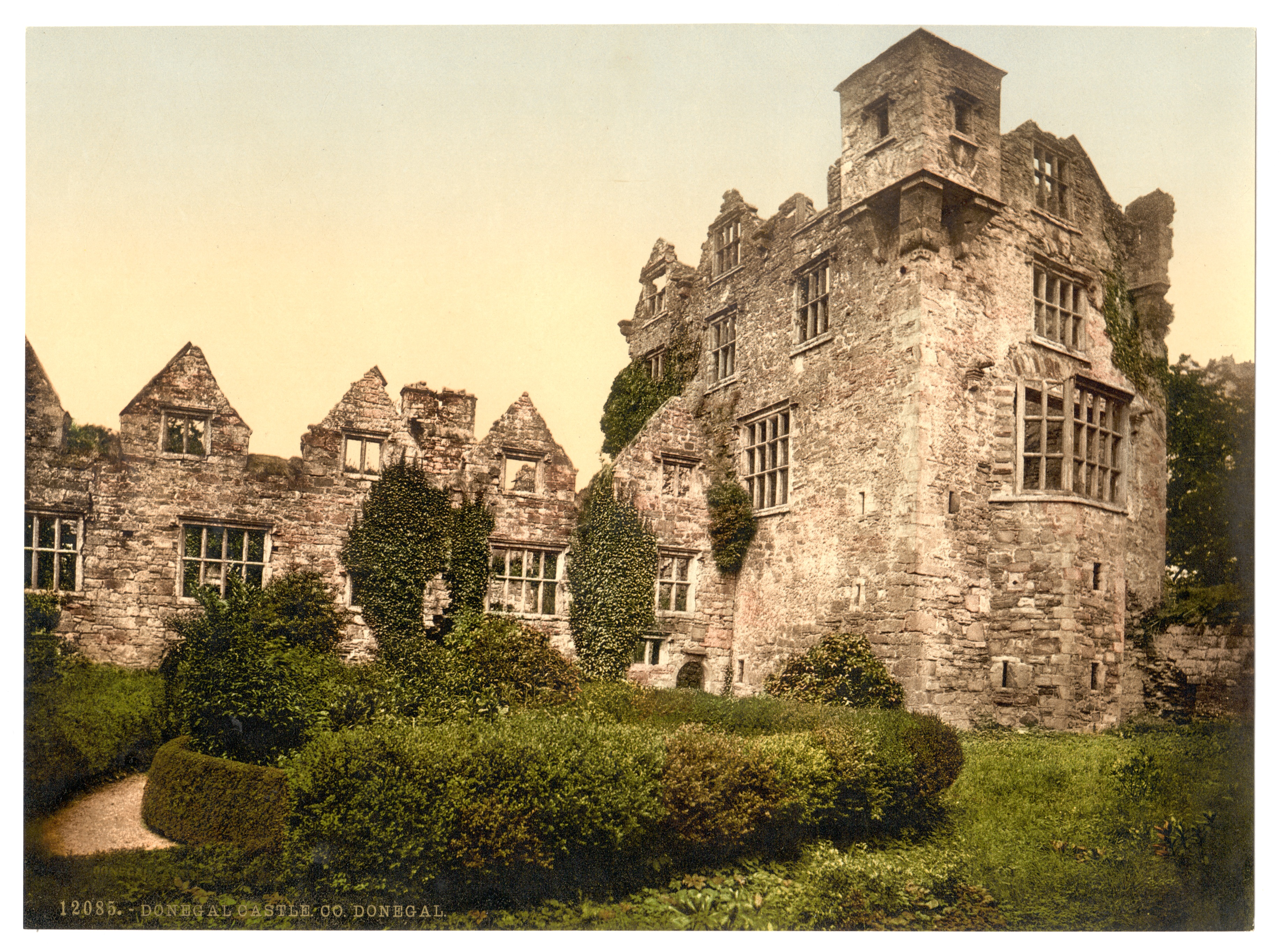
Castelo de Donegal, por volta de 1900
Coleção da Biblioteca do Congresso

No início da década de 1990, o castelo foi parcialmente restaurado pelo Office of Public Works (The OPW). A casa da torre teve novas coberturas e pisos adicionados, de acordo com os estilos e técnicas originais usados nos séculos XV e XVII. A cantaria foi restaurada e a ala senhorial foi parcialmente coberta. Algumas das madeiras de carvalho usadas vieram da propriedade Colebrooke, nos arredores de Brookeborough, no condado de Fermanagh. Partes do exterior da casa da torre foram destruídas. O castelo agora está aberto ao público e frequentemente hospeda eventos como noites culturais gaélicas ou eventos Ulster-escoceses.